# Профсоюз журналистов и работников СМИ
«Профсою́з журнали́стов и рабо́тников СМИ» (полн. название — Межрегиональная общественная организация «Профсоюз журналистов и работников средств массовой информации», распространённое — Профсоюз журналистов, сокращенное — МОО «ПЖ») — это независимое межрегиональное объединение журналистов и фрилансеров, созданное в 2016 году сотрудниками российских федеральных, региональных и независимых СМИ, таких как «Медиазона», Znak.com, «Новая газета», Ведомости, Коммерсантъ, РБК и другими. Министерство юстиции Российской Федерации зарегистрировало организацию в ноябре 2017 года. По сведениям информационного агентства «Интерфакс», к организации на 2019 год присоединились около 480 российских журналистов и медиаработников. В дальнейшем профсоюз вошёл в Европейскую федерацию журналистов. Своими целями профсоюз называет отстаивание прав журналистов на профессиональную деятельность, защиту их социально-экономических и трудовых прав, а также просвещение в области медиа.

## История

### Состояние журналистских объединений в России
В статье о журналистском профсоюзе «ПЖ» журналистка Наталия Ростова пишет, что в настоящий момент российское общество находится «в крайне атомизированном» состоянии и «[в России] нет ни одной по-настоящему влиятельной журналистской организации». Несмотря на существование журналистских объединений «Союза журналистов России» и «Медиасоюза» в них трудно найти «действующих журналистов, а тем более — молодежи». Ростова пишет, что профессионалы не видят никакого смысла вступать в эти объединения. По оценке бывшего редактора Russiangate Александрины Елагиной, «Союз журналистов России» «выпускает много заявлений, но делает мало реальных шагов». Журналист Илья Жегулев считает, что «Союз журналистов России» в основном занимается продвижением финансовых интересов изданий, и хотя это тоже нужное дело, молодым журналистам не достаёт конкретно «журналистского морального объединения». Как он говорит, «в российском обществе отсутствует поддержка журналистов и даже в журналистском цехе есть полное безразличие к судьбе журналистов из других изданий».
Попытки создавать новые объединения, например, в виде профсоюза, как «ПЖ», встречает у журналистов скепсис, истоки которого Наталия Ростова видит в последствиях 90-х годов. По её словам, 90-е сделали Россию одной из самых опасных стран для журналистов, «[в то время] никакая журналистская солидарность не смогла остановить волну насилия против них». Это привело к тому, что журналисты стали скептически относиться к проявлению солидарности, а российское общество в целом перестало удивляться нападениям на журналистов и их убийствам. Тем не менее, попытки создавать профсоюзы предпринимались. Так, журналист Игорь Яковенко, в прошлом секретарь «Союза журналистов России», соучредил и возглавил в 2014 году независимый профсоюз работников СМИ «Журналистская солидарность», в который вступили Владимир Кара-Мурза, Аркадий Бабченко, и другие, но, по его словам, «ЖС» оказался неудачным опытом, не хватало денег и поддержки. Саратовский журналист Алексей Голицын в эфире программы, посвященной созданию профсоюза «ПЖ» и журналистским объединениям в целом, вспоминает о том, как создавался «Поволжский профсоюз журналистов»: «В году, наверное, десятом-одиннадцатом создавался, но, во-первых, уже никто не вспомнит зачем и как его создавали, куда он делся и в чём результаты его деятельности заключались, но я помню, что ситуация опять-же была какая-то политическая и все эти вновь организовывающиеся сообщества, их цели никак не были связаны с журналистской деятельностью». Бывший председатель «Союза журналистов России» Всеволод Богданов называет ключевой проблемой, из-за которой из журналистских профсоюзов ничего не выходило, финансовую. По его словам, «вряд ли симпатичные уважаемые люди, которые имеют успех в медийном пространстве, будут платить ежемесячные взносы».
В 2007 году Комитет защиты журналистов назвал Россию «третьей по опасности страной в мире для журналистов» после Алжира и Ирака.

### Нападение на журналистов и правозащитников на границе Чечни и Ингушетии
9 марта 2016 года на границе между Чечнёй и Ингушетией неизвестные атаковали автобус с журналистами и правозащитниками. В поездке участвовало около 20 представителей СМИ России, Швеции, Норвегии, и была она организована по приглашению «Комитета против пыток». Из открытых источников известно, что вечером, 9 марта, автобус следовал из Беслана в Грозный, когда около двадцати человек в масках его остановили, вывели часть пассажиров, избили их, отобрали технику, после чего сожгли автомобиль. Некоторые лица получили ранения и были доставлены в больницу. Среди пострадавших были корреспондент издания «Медиазона» Егор Сковорода, корреспондент издания «The New Times» Александрина Елагина, бывший сотрудник издания «Коммерсантъ» Антон Прусаков и другие. Известно, что в тот же день на офис «Комитета против пыток» в Ингушетии было совершено нападение неизвестных лиц в камуфляже и с оружием.

### Организация профсоюза
По словам бывшей журналистки «Газеты.Ru» Екатерины Винокуровой, инициативу по созданию журналистского профсоюза сотрудники «Газеты.Ru» обдумывали по крайней мере с конца 2011 года, «мы задумались где-то в конце 2011 года, что было бы очень хорошо, если бы была организация, которая позволяет эффективно сопротивляться цензуре, давлению владельцев. Но тогда политическая жизнь была бурная, начались протесты и нам стало не до этого, а потом мы разбрелись по разным изданиям». После нападения на журналистов стало известно, что сотрудники российских СМИ намерены создавать профсоюз. Пресс-секретарь профсоюза Кирилл Петров назвал нападение на журналистов 9 марта 2016 года ключевым событием для профсоюза, после которого он и был организован, «после нападения на журналистов в Ингушетии мы не могли дальше ждать». Как пишет Винокурова, нападение на журналистов стало «последней каплей, последней чертой». Известно, что инициаторами выступили журналисты издания «Медиазона». Они выпустили заявление со словами, что «сегодня нет организации, способной эффективно представлять интересы журналистов». Главный редактор этого издания Сергей Смирнов сообщил, что «мы хотели, чтобы это было большое сообщество на низовом уровне».
20 марта прошло учредительное собрание, на котором члены новосозданного профсоюза приняли устав и сформировали временное профсоюзное бюро, на тот момент в профсоюз вступило двадцать семь человек, включая Сергея Смирнова и Максима Шевченко, из региональных, федеральных и независимых российских СМИ и интернет-СМИ. В состав временного профбюро вошли корреспондент Znak.com Екатерина Винокурова, которая отвечала за работу с органами власти, спецкор издания «Такие дела» Павел Никулин, ответственный за защиту трудовых прав, корреспондент «Медиазоны» Максим Солопов, работающий в поле защиты профессиональных прав журналистов, корреспондент «Новой газеты» Евгений Фельдман, руководящий финансами и фандрайзингом, редактор международного отдела РБК Александр Артемьев, редактор «Медиазоны» Александр Горохов и шеф-редактор новостей Slon Magazine Кирилл Петров.
25 марта профсоюз начал рассылать письма в редакции российских СМИ с приглашением коллег присоединиться к ним, чтобы вместе защищать журналистов, попавших в беду.
Свою роль в организации профсоюза сыграла правозащитная организация «Агора», которая помогала с документами и совместно с «Медиазоной» провела серию семинаров «Школа судебного репортера» в нескольких городах России.

### Регистрация и признание

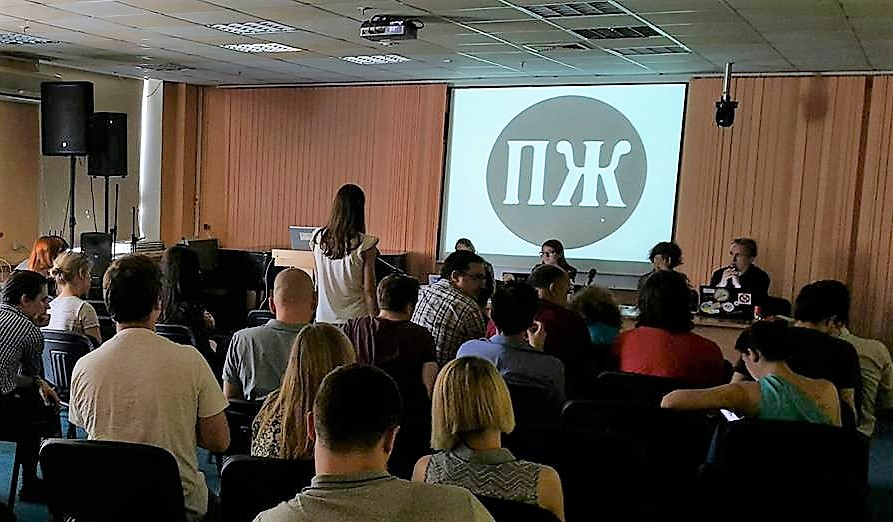
Первый съезд Профсоюза журналистов и работников СМИ, 25 июня 2016 года.

Министерство юстиции Российской Федерации зарегистрировало «Профсоюз журналистов и работников и СМИ» в ноябре 2017 года.
В 2020 году профсоюз вошёл в число 35 организаций представленных в Палате медиа-сообщества. 26 мая того же года члены профбюро профсоюза, журналистка и общественный деятель Надежда Ажгихина и корреспондент организации «Репортеры без границ» Андрей Жвирблис вошли в новый состав Общественной коллегии по жалобам на прессу.
В дальнейшем «Профсоюз журналистов и работников СМИ» вошёл в Европейскую федерацию журналистов и стал одним из двух представителей российского журналистского сообщества в EFJ, помимо Союза журналистов России, который до того был единственной организацией, обладающей таким положением. В мае 2021 года Союз журналистов России вышел из EFJ, профсоюз журналистов стал единственным в России объединением журналистов, которое входит в Европейскую федерацию журналистов.

### Ликвидация профсоюза
В мае 2022 года прокуратура проводила проверку профсоюза, потребовав предоставить ряд документов и данных о его деятельности. В августе Таганский суд Москвы оштрафовал организацию на 500 тысяч рублей по статье о дискредитации вооруженных сил Российской Федерации (ч. 1 ст. 20.3.3 КоАП). В связи с этим, 4 июля 2022 по ходатайству прокуратуры работа профсоюза была приостановлена судом.
14 сентября судья Московского городского суда Вячеслав Полыга вынес решение о ликвидации Профсоюза журналистов и работников СМИ. Бюро и актив профсоюза в своем заявлении назвали это решение «ничтожным с простой человеческой точки зрения».

## Организации «ПЖ»
Организации «ПЖ» открыты в Санкт-Петербурге, в Нижнем Новгороде, в республике Хакасия, в республике Коми, в Хабаровске, главой которого является журналистка Екатерина Бияк, в Саратовской области, главой которого является журналист Антон Касс, в Тюмени, в Псковской области, главой которого является журналистка Светлана Прокопьева, а одним из членов известный фотограф-документалист Дмитрий Марков.
Известно о существовании первичной ячейки профсоюз «Ведомостей».
В 2021 году появилась информация об открытии первичной организации в Уфе.

## Численность
На 2018 год, согласно информации издания «7x7», численность участников профсоюза составляла около 380 человек.
На 2019 год, по сведениям информагентства «Интерфакс» в организации состояло 480 журналистов и работников СМИ со всей России.
На 2021 год, как сообщает издание «7x7», в профсоюзе состоят 600 человек.

## Цели работы
«Профсоюз журналистов и работников СМИ» занимается мониторингом нарушения прав журналистов, оказыванием правовой помощи при увольнениях, задержаниях и обысках, разрешением трудовых споров, написанием официальных обращений в госорганы, проведением образовательных мероприятий, публичных акций, пикетов в защиту журналистов, а также взаимодействием с международными журналистскими организациями.
Одной из главных целей по словам сопредседателя профсоюза и ответственного за решения трудовых споров Павла Никулина является необходимость развивать правовую грамотность для журналистов:

Некоторые журналисты не очень понимают как они оформлены, то есть, человек может сказать что «у меня договор трудовой», а на самом деле у него договор подряда, который он каждый месяц обновляет и он просто не понимает. Есть ещё такая форма занятости, прекарная занятость, работать в качестве индивидуального предпринимателя. Журналисту внушают что, вот «ты бизнес и я бизнес и мы с тобой на равных заключаем партнерские соглашения. Пенсия? У тебя не будет пенсии. Отпуск? Какой отпуск? Больничный? Ну если у тебя есть ДМС, то, конечно, за свой счёт бери больничный».— Навальный LIVE

Все, что связано с приемом на работу и с увольнением в СМИ — это до сих пор темный лес, люди не любят об этом говорить, потому что считают, что не имеют на это право, а кому-то просто стыдно рассказывать, как его обманули […] Мы выпускаем памятки, разъясняем в личном порядке, работаем с теми, кто принимает на работу.— Лениздат.ру

— И вы за эти полтора года уже оказывали какую-то помощь?
Никулин: Да. Но те люди, которым мы помогли — а это были, в основном, конфликты при увольнении — просили не называть их имен. Потому что у них «соглашение о неразглашении», где указаны подробности увольнения. Они добивались своих компенсаций…
— То есть давали подписку в обмен на три оклада.

Никулин: Да, это их вполне устраивало. Изначально-то им вообще ничего не собирались платить, какие-то шантажи там были…— Журналист (журнал)
В 2021 году профсоюз журналистов помогал сотруднице телеканала «Дождь» улучшить условия работы.

## Деятельность

### Съезды
25 июня 2016 года в центральной научной библиотеке имени Н. И. Некрасова прошел первый съезд тогда еще незарегистрированной, неофициальной организации профсоюз «ПЖ». Журналисты обсудили итоги работы за три месяца, вопросы государственной регистрации и финансирования, выбрали состав профбюро. В профбюро вошли редактор "Медиазоны "Александр Горохов — организационная и кадровая работа, корреспондент Znak.com Екатерина Винокурова — работа с органами власти, специальный корреспондент издания «Такие дела» Павел Никулин — защита трудовых прав, корреспондент «Медиазоны» Максим Солопов — защита профессиональных и гражданских прав, журналист Юлиана Лизер — работа с другими общественными организациям и международные контакты, Павел Пряников — гуманитарные акции и краудфандинг, корреспондент «Новой газеты» Анна Байдакова — коммуникация внутри профсоюза, редактор сайта «Заповедник» (Фонд "Общественное мнение) Диана Злобина — работа с региональными журналистами, корреспондент The New Times Александрина Елагина — работа с медиа.
18 декабря 2016 года в библиотеке Некрасова состоялся съезд, на котором поднимался вопрос о целесообразности регистрации профсоюза в качестве общественной организации.
22 апреля 2017 года состоялся съезд, на котором организация предстала будучи зарегистрированной Минюстом. Член профсоюза и социолог Диана Карлинер представила доклад, посвященный в целом ситуации с положением дел журналистов в России. Около 165 журналистов и фрилансеров из Москвы, Санкт-Петербурга и других городов участвовали в опросе по итогам которого стало известно о различных нарушениях прав журналистов, происходящих на регулярной основе. Проблемы касались сроков задержки зарплаты и гонораров, отсутствие переплат за переработки, постоянные штрафы, отсутствие обеденных перерывов, цензура.
24 сентября 2017 года состоялся новый съезд.

22 апреля 2018 года состоялся съезд, который был посвящен проблемам журналистов работающих в регионах, и работе «ПЖ» в субъектах РФ. В профбюро переизбрали ряд лиц, также туда вошли самарская журналистка Елена Вавина и журналист Андрей Жвирблис. Стало известно, что Вавина будет координировать работу профсоюза в регионах.

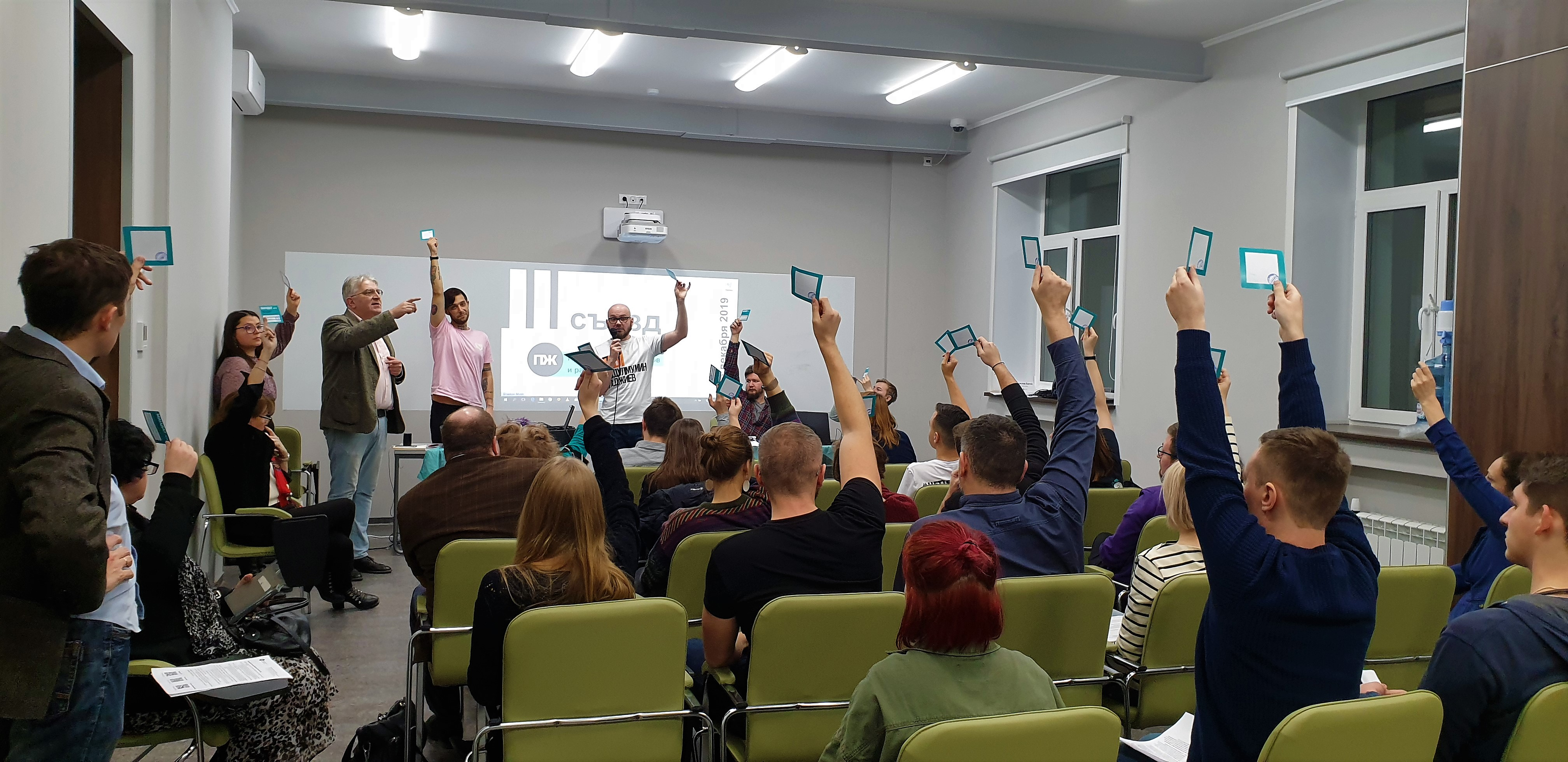
Голосование делегатов на съезде Профсоюза журналистов, 15 декабря 2019

15 декабря 2019 года организация провела съезд в Шанинке. На съезде по видеосвязи выступила псковская журналистка Светлана Прокопьева, которую в тот момент обвиняли в оправдании терроризма из-за её статьи. На съезде выступили главный редактор издания «Черновик» Маирбек Агаев, журналист, член Совета по правам человека Максим Шевченко. Участники профсоюза выдвинули идею разработать новый закон о СМИ, поскольку текущий устарел и не отражает реалии нового времени. В ревизионную комиссию вошли Софико Арифджанова, Екатерина Колесова и Константин Ворович (также председатель комиссии). В профбюрю вошли журналисты Надежда Ажгихина, Артем Беседин, Елена Вавина, Андрей Жвирблис, Диана Карлинер, Алексей Ковалев, Юрий Литвиненко, Дмитрий Поротиков, Софья Русова, Лариса Шамикова, Максим Шевченко, Влад Янюшкин. Сопредседателями «ПЖ» были избраны корреспондент издания «Такие дела» и издатель альманаха Moloko plus Павел Никулин, журналист и публицист Игорь Ясин и фотожурналист Антон Карлинер.
31 мая 2020 года состоялся новый съезд профсоюза. На нём сопредседателями были избраны Софья Русова и Игорь Ясин. В профбюро вошли Андрей Жвирблис, Дмитрий Поротиков, Светлана Прокопьева, Софья Русова, Татьяна Хлестунова. Состав ревизионной комиссии полностью изменился, в него вошли Юрий Звягин, Денис Камалягин и Андрей Сутурин.

### Инициативы, кампании и акции
Профсоюз выступал соорганизатором кинопоказа «Сон Му — это я», организовал лекцию криминолога в области преступлений против неприкосновенности и торговли людьми Маргрет Саттеруэйт, проводил презентацию результатов на тему безопасности журналистов, а также организовал открытый семинар «Авторское право в повседневной работе журналиста», посвященный практическим вопросам, связанным с авторским правом в работе журналиста.
15 октября 2020 года был проведён круглый стол в редакции Sota.Vision на тему как защищать журналистов, на котором участвовали члены профбюро «ПЖ» Софья Русова и Лариса Шамикова, член «ПЖ» и редактор Sota.Vision Алексей Обухов, корреспондент сетевых изданий Activatica.org и Sota.Vision Денис Стяжкин, координатор ОВД-Инфо Алла Фролова, депутаты Мосгордумы Михаил Тимонов и Евгений Ступин, муниципальный депутат района Черемушки Алексей Виленц, муниципальный депутат района Якиманка Василий Дикарев, депутат МО Донской Владимир Залищак. По итогу круглого стола была создана рабочая группа по защите трудовых и профессиональных прав работников СМИ при исполнении ими журналистской деятельности.
С момента своего появления, профсоюз организовывал и участвовал в ряде акций, направленных в защиту журналистов. Медииасследователь Рузанна Иванян называет такие инициативы Профсоюза журналистов и работников СМИ как написание писем журналистам, посаженных в тюрьму, в частности, Жалауди Гериеву из «Кавказского узла» и Александру Соколову из РБК, а также посты в фейсбуке с просьбой материально помочь семье погибшего журналиста Дмитрия Циликина, формой неинституциональной солидарности.
В 2021 году профсоюз подал заявку на проведения митинга против закона об «иностранных агентов», однако мэрия Москвы отказала в его проведении.

#### Акция «Собери автобус»
Самой первой кампанией, в которой принял участие профсоюз был сбор денег для водителя Башира Плиева, который вёз журналистов и правозащитников в Чечню и чей автобус был в итоге сожжен неизвестными лицами. Профсоюз выступил инициатором кампании «Собери автобус» и благотворительного концерта в московском клубе «Дичь», который однако был отменен полицией из-за сообщения о бомбе, после чего выступление было проведено в другом клубе. По сведениям СМИ необходимая сумма была собрана за неделю.

#### Отмена обязательной аккредитации для журналистов, работающих на выборах
Известно, что профсоюз отправил документ с предложением отменить обязательную аккредитацию для представителей СМИ, работающих на выборах. Несколько депутатов Госдумы Владимир Сысоев, Игорь Лебедев, Андрей Свинцов и Ярослав Нилов поддержали эту идею и внесли в Госдуму соответствующий законопроект. Конституционный суд России рассматривать запрос отказался.

#### Пикеты в связи с нападением на журналистов «Радио Свобода» в Кропоткине
30 марта 2017 года появилась информация, что профсоюз выступил инициатором пикетов с требованием найти виновных в нападении на журналистов Радио Свобода Сергея Хазова-Кассия и Андрея Костянова в городе Кропоткин. По материалам СМИ журналисты отправились в командировку снимать фильм о «Тракторном марше», на них напали неизвестные лица, которые похитили технику и личные вещи журналистов, после чего скрылись.

#### Обращение в защиту журналиста РБК Александра Соколова
13 июля 2017 года профсоюз предложил подписать обращение в защиту журналиста Александра Соколова. Известно, что за сутки письмо подписали 282 журналиста.

#### Акция#отвалиОтАли
В 2017 году профсоюз проводил кампанию #ОтвалиОтАли в защиту своего участника и корреспондента Новой газеты Али Феруза. По итогам кампании Феруз избежал депортации в Узбекистан, где по некоторым данным сталкивался с преследованиями и пытками из-за своей работы. Профсоюз совместно с Театром.doc организовал издание «Дневник Али», в котором Феруз описывал время проведенное в Центре временного содержания иностранных граждан в Сахарово.
Как пишет в статье для DW журналист Александр Плющев:

Профсоюз журналистов, неформальная организация, созданная «снизу» в противовес официозным Союзу журналистов России и Медиасоюзу, вместе с «Новой газетой» провели успешную кампанию поддержки, включая пикетирование администрации президента РФ в Москве, акции в других городах и даже странах. Эта шумиха, которая быстро вышла за пределы России, и помогла Али не отправиться в Узбекистан, где, как он опасается, его могут преследовать по политическим причинам.— Deutsche Welle

#### Бойкот политика Леонида Слуцкого после обвинений в сексуальных домогательствах журналисток
В феврале 2018 года несколько журналисток, корреспондент Русской службы Би-би-си Фарида Рустамова, продюсер телеканала «Дождь» Дарья Жук, бывший корреспондент издания «Коммерсантъ» Анастасия Каримова и журналистка RTVi Екатерина Котрикадзе заявили о сексуальных домогательствах со стороны политика Леонида Слуцкого. Журналисты профсоюза пикетировали у здания Госдумы, требуя расследовать обвинения в домогательствах, а также обратились с открытым письмом к секретариату Парламентской ассамблеи ОБСЕ с просьбой осудить поведение члена национальной делегации от России, депутата Госдумы Леонида Слуцкого и приостановить любое взаимодействие с ним. В дальнейшем ПАСЕ не избрала политика вице-президентом.

#### Солидарность с журналисткой Светланой Прокопьевой
7 февраля 2019 года профсоюз начал сбор подписей в защиту журналистки Светланы Прокопьевой, которую обвинили в оправдании терроризма. Сопредседатель профсоюза Павел Никулин выступил на митинге 10 февраля в Пскове в поддержку журналистки:

— Если говорить про громкие дела последнего времени, вы ведь еще помогаете Светлане Прокопьевой из Пскова.

Никулин: Когда только началась история с ней, мы доехали ночным автобусом до Пскова, выступили на митинге в поддержку Светланы. Но понятно, что кроме этого, очень важно было придать дело публичности. Мы запустили подписную кампанию среди коллег в защиту Светланы, потом отправили собранные подписи в ФСБ и СК. — Лениздат.ру
На сайте организации свои подписали оставили более 400 журналистов из российских федеральных и региональных СМИ. 23 сентября профсоюз выпустил заявление с призывом подписать петицию на Change.org в защиту журналистки, которая в итоге набрала свыше 150 тысяч подписей. Члены профсоюза также записали совместно с правозащитниками видеообращение в поддержку Прокопьевой. 3 июля 2020 года, когда государственный обвинитель запросил для псковской журналистки шесть лет колонии, журналисты профсоюза начали выходить на одиночные пикеты в защиту Прокопьевой к зданию ФСБ. В день приговора члены профсоюза, журналисты Андрей Жвирблис и Игорь Ясин приехали в псковский суд чтобы поддержать журналистку.

#### Митинг в поддержку журналиста Ивана Голунова
Летом 2019 года профсоюз принял активное участие в кампании по защите журналиста издания Meduza Ивана Голунова. Участники профсоюза массово проводили одиночные пикеты, а на сайте организации было собрано свыше 6 тысяч подписей с требованием отпустить журналиста. В дальнейшим 12 июня профсоюз совместно с Либертарианский партией России организовал в поддержку Голунова митинг, который по одним оценкам посетили около 2 тыс. человек, а по другим почти 4 тыс..

#### Открытое письмо с требованием закрыть «Московское дело»
Профсоюз выпустил заявление, в котором указывал на многочисленные нарушения прав журналистов во время несогласованных митингов в Москве, в частности о требовании правоохранительных органов у журналистов аккредитации на несогласованные мероприятия, в то время как «такие требования противоречат закону о митингах, согласно которому основанием для деятельности журналиста на публичном мероприятии является редакционное удостоверение или иной документ, удостоверяющий личность и полномочия журналиста». Профсоюз также опубликовал открытое письмо с требованием закрыть Московское дело, которое подписали около 300 журналистов и медиаработников.

#### Участие в кампании в защиту журналиста Ивана Сафронова
13 июля 2020 года профсоюз выпустил открытое письмо в защиту журналиста Ивана Сафронова, которое подписали свыше 600 российских журналистов. Была запущена петиция с целью разрешить Сафронову общаться с родственниками, которую подписали свыше 30 тысячи человек. Также известно, что профсоюз организовал встречу в поддержку Сафронова у СИЗО «Лефортово». 31 августа профсоюз выпустил заявление с призывом прийти к приёмной президента России Владимира Путина и подать обращение в защиту Сафронова.

#### Обращение в связи с самосожжением журналистки Ирины Славиной
Профсоюз опубликовал обращение с требованием найти и привлечь к ответственности лиц, доведших журналистку Ирину Славину до публичного самоубийства. Заявление профсоюза распространили российские медиа. На сайте профсоюза был организован небольшой виртуальный мемориал в память о журналистке. 2 октября 2021 года участники профсоюза почтили память Ирины Славиной.

## Финансирование
Источниками финансирования являются регулярные и эпизодические членские взносы и пожертвования.

## Инциденты и задержания
22 марта 2016 года стало известно, что твиттер профсоюза был взломан и угнан неизвестными лицами. По словам на тот момент члена профбюро профсоюза и редактора «Медиазоны» Александра Горохова, безуспешные попытки взломать твиттер уже были раньше.
16 августа 2017 года профсоюзу отказали в проведении пикета в защиту журналистов турецкой газеты «Джумхуриет» мотивировав отказ из-за «узких тротуаров и проезжей частью с интенсивным движением автотранспорта».
26 февраля 2018 года появилась информация о проверке Гагаринской межрайонной прокуратуры процедуры регистрации профсоюза.
В ноябре 2018 года сопредседатель профсоюза Игорь Ясин осудил высказывание журналиста и члена профсоюза Олега Кашина о переименовании казанского аэропорта. В публикации на Радио Свобода он написал, что в организации участвуют люди многих национальностей и журналистам, которые разделяют «имперские взгляды и деление на равных и „менее равных“» не место в профсоюзе.
3 августа 2019 года стало известно, что журналистка Ведомостей и член Профбюро профсоюза журналистов Елена Вавина, которая находилась на редакционном задании и делала фотографии протестующих во время их несогласованного мероприятия, была задержана органами правопорядка.
3 июля 2020 года участники профсоюза вышли на пикеты в защиту журналистки Светланы Прокопьевой, после чего подверглись задержанию полицейскими. Были задержаны журналисты, члены профсоюза Артём Беседин, Максим Поляков, Софья Крапоткина, Глеб Струнников, Дмитрий Сидоров, сопредседатель «ПЖ» Игорь Ясин.
13 июля 2020 года журналистка и член профбюро Софья Русова была задержана во время мероприятия в поддержку журналиста Ивана Сафронова у СИЗО «Лефортово».
12 ноября 2020 года была задержана журналистка и глава регионального отделения «ПЖ» в Хабаровске Екатерина Бияк.

## Оценки и мнения
Появление профсоюза журналистов вызвало среди участников медиасообщества как позитивные оценки, так и отклики с долей скептицизма. В первые дни после появления профсоюза указывалось на бесперспективность и несерьёзность новосозданной организации, её «тусовочность», возобновились разговоры о том, что создать работающий и независимый профсоюз для журналистов в России — почти невыполнимая работа. Так, историк, журналист и член Совета по правам человека Николай Сванидзе положительно оценил создание нового профсоюза, но отметил, что едва ли участники смогут сделать что-то новое на этом поприще. По его словам, в нынешних условиях, когда огромная часть медиаструктур напрямую или косвенно связана с государственной властью, создать работающий независимый профсоюз «нереально». Схожее мнение имеет председатель Союза журналистов Москвы Павел Гусев, который считает, что у новосозданного профсоюза должна быть «очень мощная структура и очень мощное финансирование», иначе получится горлопанство. Гусев заявил, что профсоюз журналистов не может находиться в пустоте, его должен кто-то финансировать, в противном случае, как он подметил, «вы будете там друг другу на бутылку пива скидываться, больше вы ничего не сможете».
Главный редактор издания «Лениздат» Наталья Гончарова посчитала, что нет необходимости делать новый профсоюз, поскольку в стране уже есть организации для защиты прав журналистов и вот их и нужно совершенствовать, «вероятно, стоит начать с того чтобы сделать их эффективными, если журналистов не устраивает то, как они защищают их». Схожую мысль выдвинул бывший председатель Совета по правам человека при президенте России Михаил Федотов, который сказал, что защитой трудовых прав журналистов должен заниматься Союз журналистов России, и что если у него это плохо получается, то он в этом не виноват, по его словам СЖР «приходиться работать в очень сложной обстановке и решать эту проблему сложно». Федотов считает, что сотрудники «Медиазоны» могли бы сотрудничать с «Союзом журналистов России» по вопросам защиты прав медиаработников. По его словам СЖР нуждается в новых силах.
Секретарь Союза журналистов России и председатель Комитета по защите свободы слова и прав журналистов Павел Гутионтов приветствовал появление независимого профсоюза, при этом назвал организацию «клубом по интересам». Он сомневается что организация сможет стать настоящим профсоюзом, потому что «часто журналисты сами не делают необходимых вещей. Даже если будут какие-то рекомендации по взаимодействию на судебных процессах или в общении с силовыми ведомствами, они будут иметь смысл и заработают, только если следовать им будут все без исключения».
Журналистка Елена Милашина из Новой газеты посчитала, что на этом поле всякая инициатива лучшем чем её отсутствие, по её словам «я действительно вижу смысл в коллективном действии, но будет ли новый профсоюз когда-либо способен на это, я не знаю». Журналистка сказала, что вступать в профсоюз не собирается, так как «не услышала от создателей внятного обращения к представителям профессии, почему вступать надо, а также ответ, как конкретно они могут журналистов защитить».
Председатель «Союза журналистов Еврейской автономной области» Виктор Антонов выразил мнение, что появление нового профсоюза говорит о новых сдвигах в журналистском сообществе, он называется это «нехорошим признаком очередного „водораздела“ в российских СМИ» и что «судя по тому, какие СМИ выступили инициаторами создания» едва ли в новый профсоюз вступят «работники провластных СМИ». Саму инициативу он связывается с «серьёзными проблемами в работе независимых изданий».
Предприниматель, журналист и блогер Илья Варламов раскритиковал профсоюз. В своём посте на фейсбуке он написал, что это «совершенно бесполезная организация, которая хорошо показывает всю левацкую сущность вступивших туда бездельников». Он заявил, что профсоюз не смог наладить нормальной работы, ничего не сделал и никого из журналистов не защитил. Реакция Варламова была ответом на совет профсоюза отстаивать свои права одному из редакторов блогера.
Журналист и политолог Павел Данилин в своей статье, посвященной анализу освещения либеральными СМИ митинга в поддержку присоединения Крыма к России, писал, что «„Журналистская Москва“ сформировала почти настоящий профсоюз». Он также высказался, что «профсоюзных деятелей», «можно регулярно наблюдать на различных мероприятиях радикальной оппозиции», а основным принципом их журналистики является "политически заангажированная «рукопожатность».
Главный редактор петербургского издания «Бумага» Кирилл Артеменко назвал инициативу создания профсоюза похвальной, по его словам «российскому журналистскому сообществу очень не хватает чувства локтя, безусловной готовности поддержать попавших в переплет коллег», вместе с этим он усомнился в эффективности профсоюза сейчас, когда состояние экономики на медиарынке плачевное и развиваться трудно.
Генеральный директор издательского дома «News Media» Арам Габрелянов сказал, что в российской журналистской среде «нет единства», что представления о принципах журналистики его работников отличаются от тех кто работает в либеральных изданиях. Он считает, из «ПЖ» получится «ещё одна полуполитическая организация, объединяющая либеральных журналистов».
Журналистка Ольга Алленова оптимистично оценила инициативу с созданием профсоюза журналистов. Она считает, что имеет смысл объединяться, если участники профсоюза будут рассказывать о притеснениях коллег, если будут заявлять о каждом случае насилия над журналистом и добавляет, что «если мы сами не будем помогать себе, то никто не будет».
Главный редактор портала «На Линии» Виктор Мараховский назвал организацию очередным «конгрессом российской интеллигенции», который никому не нужен, «междусобойчиком», в котором участники будут «чего-то заявлять и сами об этом писать, вручать друг дружке призы за смелость и обличать проклятый режим».
Журналист Алексей Голицын считает, что появление альтернативных профсоюзов журналистов говорит о том, что журналисты нуждаются в таком объединении, и что «Союз журналистов России» плохо справляется со своими обязанностями. Он отмечает, что новые организации должны «отвечать интересам журналистов».
Ирина Манойленко, заместитель главного редактора издания «Биробиджанер штерн» сказала, что идея хорошая и она не против нового профсоюза, и как и многие признала, что нынешние профсоюзы «в очень тяжёлом финансовом положении», а также что Издательский дом «Биробиджан» нуждается в поддержке.
Бывший председатель Союза журналистов России Всеволод Богданов пожелал новому профсоюзу удачи. Он заявил, что его в хорошем смысле поражает «отвага людей, которые за это [дело] берутся, ведь все попытки создать профсоюзы, которые предпринимались уже двадцать лет, ни к чему не приводили».
Руководитель международной правозащитной группы «Агора» Павел Чиков сообщил, что его организация намерена оказывать бесплатную правовую помощь членам профсоюза. Он сообщил, что «такого рода объединения полезны и будут способствовать повышению правосознания».
Главный редактор РБК Елизавета Осетинская заявила, что как работодатель не может вступить в профсоюз, при этом надеется, что сотрудники РБК будут заниматься профсоюзной деятельностью в нерабочее время.
Заместитель министра связи и массовых коммуникаций Алексей Волин заявил, что министерство «давным-давно не обращает внимания на ту галиматью, которую пишет эта никому не известная организация».
Журналист Илья Жегулев положительно отреагировал на попытку создать новый профсоюз, при этом отметил, что важно не только ходить на пикеты, но и по кабинетам.
Журналист Владимир Познер считает, что «если бы я пришел к выводу, что он [профсоюз] полезен, я был бы готов давать советы и возможно даже что-то делать».
Журналист Игорь Яковенко пожелал удачи «ПЖ» и поделился мыслями об идее объединения последнего с его собственным журналистским профсоюзом «ЖС».